# Фердинанд Шьорнер
Фердинанд Шьорнер (на немски: Ferdinand Schörner) е немски генерал, а по-късно и фелдмаршал от Вермахта по време на Втората световна война.

## Биография

### Ранен живот и Първа световна война (1914 – 1918)
Роден е в Мюнхен, Бавария. През Първата световна война е повишен в лейтенант и е награден с Pour le Mérite за участието си с в австроунгарската/германска офанзива при Капорето, която за разбива италианските линии през есента на 1917 г. Между двете войни служи като щабен офицер и инструктор. Като военен инструктор той е един от отговорните за превръщането на Вафен-СС от полувоенна част до военните щурмоваци способни да се бият рамо до рамо с войските на Вермахта.

### Втора световна война (1939 – 1945)
Шьорнер постига добри резултати по време на германската кампания в Полша, където командва 98-и планински полк. По време на кампанията в Балканите командва 6-а планинска дивизия и е награден с Рицарски кръст за пробивът на известната линия Метаксас. Той остава на този пост до края на годината и участва в операция Барбароса. През 1942 г. поема командването на 19-и планински корпус, част от германската армия във Финландия. Участва в неуспешната атака на Мурманск и последвалото патово положение. От този период е известната му фраза студът е нищо (на немски: Arktis ist nichts), която означава че атмосферните условия няма да повлияят на германските войници в Арктика.
Между ноември 1943 и януари 1944 г. командва 40-и танков корпус на Източния фронт. През март 1944 г. е назначен за командир на група армии „А“, а през май на Група армии „Южна Украйна“. Първоначално твърди, че Севастопол може да бъде задържан дори да след превземането на Кримския полуостров, но след това убеждава Хитлер да оторизира отстъпление. Заповедта идва прекалено късно и германско-румънската 17-а армия претърпява сериозни загуби. По време на късната пролет на 1944 г. Шьорнер успява в серия защитни битки да стабилизира фронта на юг от Днестър в Румъния.
Шьорнер е повишен в ранг генералоберст през април 1944 г. През юли става командир на група армии Север, по-късно преименувана в група армии Курландия, където остава до януари 1945 г., след което командва група армии „Център“ защитаваща Чехословакия и горните притоци на река Одер. Той се превръща в любимец на високопоставени нацистки лидери като Йозеф Гьобелс, чийто дневник съдържа множество хвалебствия за Шьорнер (в периода март-април 1945 г.). На 4 април 1945 г. Шьорнер е повишен до звание фелдмаршал и в последното завещание на Хитлер е упоменат за главнокомандващ на сухопътните войски. Заема този пост до предаването на Третия райх на 8 май 1945 г. В действителност той продължава командването на своята група армии и поради липсата на щаб няма доловимо влияния през последните дни на райха.
На 7 май генерал Алфред Йодл, главнокомандващ на Вермахта започва преговори за предаването на всички германски части. В този момент последните новини от Шьорнер са от 2 май. Той докладва, че смята да си пробие път на запад и да се предаде с войските под негово командване на американците. На 8 май полковник от ОКВ е ескортиран през американските линии, за да се срещне с Шьорнер. Полковникът докладва, че Шьорнер е наредил на оперативното командване да наблюдава предаването, но не може да гарантира, че бъде изпълнено навсякъде. По-късно този ден Шьорнер дезертира и отлита за Австрия, където е пленен от американците на 18 май. Елементи от група армии „Център“ продължават да се съпротивляват, докато срещат превъзхождащите ги части на Червената армия изпратени да окупират Чехословакия по време на финалната Пражка офанзива. Това е последната част с размер на дивизия или по-голяма, която се предава (около 11 май 1945 г.).

#### Съдебен процес и престой в затвор
Шьорнер е арестуван през август 1951 г. от съветските власти по обвинения в заемане на висши военни постове в бившата германска армия, активно участие в подготовката и извършването на престъпна война срещу СССР в нарушение на международните закони и примирия. През февруари 1952 г. военният съвет на върховния съд на СССР го осъжда на 25 години затвор. Декрет на президиума на върховния съд от април 1952 г. намалява присъдата на дванайсет и половина години. Декрет от декември 1954 г. позволява да бъде предаден на властите на ГДР, които му позволяват да замине за Западна Германия през 1958 г. Там той е арестуват и съден за незаконни екзекуции на войници от германската армия обвинени в дезертьорство. Осъден е на четири години и половина затвор, които излежава. Освободен е през 1963 г. и живее скромен живот в Мюнхен до смъртта си през 1973 г. В края на 1960-те дава голямо интервю на италианския историк Марио Силвестри, което е насочено към неговата роля и действия по време на австро-германската офанзива при Капорето през Първата световна война, а не за службата му по време на Втората световна война.

#### Критика
Германските ветерани критикуват Шьорнер за заповедта му от 1945 г. според, която всички войници зад фронтовата линия, които нямат подписани заповеди да бъдат разстрелвани без съд. Това е споменато в записките на Зигфрид Кнап на Ханс фон Лук. Шьорнер често е описван като много предан на Хитлер, което се потвърждава от назначението за главнокомандващ на сухопътните част след самоубийството на Хитлер. Освен това той не се колебае да подкрепи фантазиите на Хитлер, че основната цел на Червената армия ще бъде Прага, а не Берлин. Това води до допълнително отслабване на защитните линии край столицата.

## Цитирана литература

#### Друга литература
- Зимке, Ерл Ф. От Сталинград до Берлин
- Зимке, Ерл Ф. Битка за Берлин: падението на Третия райх
- Дъфи, Кристофър Червената буря в Райха
- фон Лук, Ханс Танков командир
- Кнапе, Зигфрид Солдат
- Пикърт От Кубан до Севастопол – Зенитна артилерия, прикачена към 17-а армия.